# Söhlde
Söhlde è un comune di 8.117 abitanti della Bassa Sassonia, in Germania.
Appartiene al circondario (Landkreis) di Hildesheim (targa HI).

## Geografia antropica

### Suddivisioni amministrative
Oltre al capoluogo (Söhlde), il territorio comunale comprende le frazioni di Bettrum, Feldbergen, Groß Himstedt, Hoheneggelsen, Klein Himstedt, Mölme, Nettlingen e Steinbrück.